# Olaf Frydenlund
Olaf Frydenlund (n. 16 iunie 1862, Comuna Tune⁠(d), Østfold, Norvegia – d. 8 aprilie 1947, Comuna Aremark, Østfold, Norvegia) a fost un trăgător de tir ce a reprezentat Norvegia, medaliat olimpic. A participat la o ediție a Jocurilor Olimpice (1900) în care a câștigat o medalie de argint.

## Participări
Lista de mai jos prezintă principalele competiții la care a participat Olaf Frydenlund de-a lungul carierei.
- shooting at the 1900 Summer Olympics – men's 300 metre free rifle, team[*]